# Kids&Us
Kids&Us és una empresa dedicada a l'ensenyament de la llengua anglesa amb un mètode propi per a nens a partir d'un any d'edat.
La va fundar Natàlia Perarnau l'any 2003 i obrí la primera acadèmia a Vic, tot i que té la seu central a Manresa, Bages (Catalunya).
Actualment (any 2017) té 276 centres d'ensenyament repartits per Espanya, Andorra, Itàlia, Bèlgica, França, Txèquia, Mèxic, República Txeca i Marroc (amb més de 115.000 alumnes. Kids&Us fa servir una metodologia d'aprenentatge basada en el procés natural d'adquisició de la llengua materna.